# Mops sarasinorum
Mops sarasinorum är en fladdermusart som först beskrevs av A. Meyer 1899.  Mops sarasinorum ingår i släktet Mops och familjen veckläppade fladdermöss. Inga underarter finns listade i Catalogue of Life. Wilson & Reeder (2005) skiljer mellan två underarter. 
Denna fladdermus når en absolut kroppslängd av 90 till 109 mm, inklusive en 30 till 36 mm lång svans samt en vikt av 23 till 35 g. Den har 11 till 13 mm långa bakfötter, 40 till 45 mm långa underarmar och 18 till 22 mm stora öron. Ovansidan är täckt av kort mörkbrun päls och undersidans päls är lite ljusare. En hudremsa sammanlänkar öronen på hjässan. Hela huvudet har en robust konstruktion.
Denna fladdermus förekommer på Sulawesi samt i södra och västra Filippinerna. Arten når i bergstrakter 1000 meter över havet. Den lever främst i skogar och söker födan ibland över vattendrag och jordbruksmark. Kanske vilar den liksom nära släktingar i trädens håligheter.